# Morimopsidius triangularis
Morimopsidius triangularis är en skalbaggsart som beskrevs av Stefan von Breuning 1948. Morimopsidius triangularis ingår i släktet Morimopsidius och familjen långhorningar. Inga underarter finns listade i Catalogue of Life.